# Stetigsinguläre Wahrscheinlichkeitsverteilung
Eine stetigsinguläre (Wahrscheinlichkeits)verteilung ist eine spezielle Wahrscheinlichkeitsverteilung in der Stochastik, die sich durch ihre Irregularität auszeichnet. So besitzen stetigsinguläre Wahrscheinlichkeitsverteilungen weder eine Darstellung durch eine Wahrscheinlichkeitsfunktion noch durch eine Wahrscheinlichkeitsdichtefunktion, besitzen aber trotzdem eine stetige Verteilungsfunktion.
Stetigsinguläre Verteilungen treten selten auf oder müssen extra konstruiert werden. Beispiel hierfür ist die Cantor-Verteilung.

## Definition
Gegeben sei eine Wahrscheinlichkeitsverteilung {\displaystyle P} auf {\displaystyle (\mathbb {R} ,{\mathcal {B}}(\mathbb {R} ))}.
Dann heißt {\displaystyle P} eine stetigsinguläre Wahrscheinlichkeitsverteilung, wenn {\displaystyle P} ein atomloses Maß ist und singulär bezüglich des Lebesgue-Maßes {\displaystyle \lambda }.
Voll ausgeschrieben bedeutet das:
- Für alle {\displaystyle x\in \mathbb {R} } ist {\displaystyle P(\{x\})=0} (atomlos)
- Es existiert ein {\displaystyle A\in {\mathcal {B}}(\mathbb {R} )} mit {\displaystyle P(\mathbb {R} \setminus A)=0} und {\displaystyle \lambda (A)=0} (Singularität)

## Beispiel

Plot der Cantorfunktion (10 Iterationen)

Typisches Beispiel einer stetigsingulären Verteilung ist die Cantor-Verteilung, deren Verteilungsfunktion rechts abgebildet ist. Die exakte Konstruktion ist im Hauptartikel zur Cantor-Verteilung erklärt und hängt eng mit der Cantor-Menge {\displaystyle {\mathcal {C}}} zusammen.
Zu beachten ist, dass die Verteilungsfunktion stetig ist, woraus folgt, dass die Cantor-Verteilung keinen diskreten Anteil hat bzw. atomlos ist. Denn jedes Atom, also jedes {\displaystyle x} mit {\displaystyle P(\{x\})>0}, würde sich als Sprungstelle der Verteilungsfunktion äußern.
Des Weiteren ist die Verteilungsfunktion aufgrund ihrer Konstruktion auf dem Komplement der Cantor-Menge {\displaystyle {\mathcal {C}}} konstant. Daraus folgt, dass {\displaystyle P(\mathbb {R} \setminus {\mathcal {C}})=0}. Da die Cantor-Menge selbst aber das Lebesgue-Maß 0 hat, also {\displaystyle \lambda ({\mathcal {C}})=0} gilt, sind die Cantor-Verteilung und das Lebesgue-Maß singulär zueinander.
Somit ist die Cantor-Verteilung atomlos und singulär zu Lebesgue-Maß, also stetigsingulär.

## Eigenschaften
- Wie oben bereits erwähnt besitzt eine stetigsinguläre Verteilung weder eine Wahrscheinlichkeitsdichtefunktion noch eine Wahrscheinlichkeitsfunktion, aber eine stetige Verteilungsfunktion.
- Aufgrund der Nicht-Existenz der Wahrscheinlichkeits(dichte)funktion existiert der Modus nicht.
- Nach der Lebesgue-Zerlegung lässt sich jede Wahrscheinlichkeitsverteilung zerlegen in eine diskrete Wahrscheinlichkeitsverteilung (mit Wahrscheinlichkeitsfunktion), eine absolutstetige Wahrscheinlichkeitsverteilung (mit Wahrscheinlichkeitsdichtefunktion) und eine stetigsinguläre Wahrscheinlichkeitsverteilung.